# Matheus Stockl
Matheus Stockl (sinh ngày 14 tháng 3 năm 2000 tại Marechal Floriano, Brasil), là một cầu thủ bóng đá người Brasil hiện đang chơi ở vị trí Hậu vệ cho câu lạc bộ Atlético Mineiro và Đội tuyển bóng đá U-17 quốc gia Brasil.